# Steve Jones (atleet)
Stephen Henry (Steve) Jones (Ebbw Vale, 4 augustus 1955) is een voormalige langeafstandsloper uit Wales. Hij is ex-wereldrecordhouder op de marathon. Hij was met name succesvol bij het veldlopen. Hij werd meervoudig Welsh kampioen en won een bronzen medaille op het WK in deze discipline.

## Loopbaan
Op de wereldkampioenschappen in 1983 in Helsinki behaalde Jones een twaalfde plaats op de 10.000 m. Hij begon zijn carrière als luchtvaart-technicus bij de Royal Air Force en begon met het trainen op de marathon in 1983, na zijn carrière op de 10.000 m.
In 1984 behaalde hij een derde plaats op de wereldkampioenschappen veldlopen en op 21 oktober 1984 liep hij zijn eerste marathonwedstrijd in Chicago en verbrak met een eindtijd van 2:08.05 gelijk het toenmalige wereldrecord, dat in handen was van de Australiër Robert de Castella.
Steve Jones won in 1985 de London Marathon en later de Chicago Marathon met een tijd van 2:07.13, de beste marathontijd in zijn loopbaan.
In 1986 won hij een bronzen medaille op het onderdeel 10.000 m tijdens de Gemenebestspelen
In 1988 won Jones de New York City Marathon in een tijd van 2:08.20.

## Titels
- Brits (AAA-)kampioen 10.000 m - 1984
- Welsh kampioen 5000 m - 1982, 1985
- Welsh kampioen 10.000 m - 1989
- Welsh kampioen 10 km - 1986
- Welsh kampioen veldlopen - 1977, 1978, 1979, 1980, 1981, 1983, 1984, 1985, 1986

## Persoonlijke records
Baan
| Onderdeel | Prestatie | Datum        | Plaats   |
| --------- | --------- | ------------ | -------- |
| 3000 m    | 7.49,80   | 13 juli 1984 | Londen   |
| 5000 m    | 13.18,6   | 10 juni 1982 | Lissabon |
| 10.000 m  | 27.47,57  | 1983         | Helsinki |

Weg
| Onderdeel      | Prestatie    | Datum            | Plaats        |
| -------------- | ------------ | ---------------- | ------------- |
| 5 Eng. mijl    | 22.17 (NR)   | 24 april 1984    | Birmingham    |
| 10 km          | 27.59        | 28 april 1984    | Birmingham    |
| 15 km          | 43.07        | 11 februari 1989 | Tampa         |
| 10 Eng. mijl   | 46.49        | 2 april 1989     | Washington    |
| 20 km          | 1:03.07      | 25 mei 1991      | Wheeling      |
| halve marathon | 1:00.59      | 8 juni 1986      | South Shields |
| 25 km          | 1:13.30 (NR) | 20 oktober 1985  | Chicago       |
| 30 km          | 1:28.40 (NR) | 20 oktober 1985  | Chicago       |
| 20 Eng. mijl   | 1:35.22 (NR) | 20 oktober 1985  | Chicago       |
| marathon       | 2:07.13 (NR) | 20 oktober 1985  | Chicago       |

## Palmares

### 10.000 m
- 1983: 12e WK - 28.15,03
- 1986:  Gemenebestspelen - 28.02,48

### 3000 m steeple
- 1980:  CAU (Inter-Counties) - 8.34,75

### halve marathon
- 1983:  halve marathon van Caerphilly - 1:01.25
- 1984:  halve marathon van Dayton - 1:03.09
- 1985:  halve marathon van Birmingham - 1:01.14
- 1985:  halve marathon van Dayton - 1:02.17
- 1986:  Great North Run - 1:00.59
- 1987:  halve marathon van Monza - 1:02.26
- 1987:  halve marathon van Fleet - 1:02.54
- 1987:  halve marathon van Chicago - 1:04.20
- 1988: 4e halve marathon van Nara - 1:02.28
- 1988:  Great North Run - 1:01.58
- 1988:  halve marathon van Philadelphia - 1:02.17
- 1989: 4e halve marathon van Philadelphia - 1:02.49
- 1989: 12e halve marathon van Montbelliard - 1:03.59
- 1991: 5e halve marathon van Lissabon - 1:01.49
- 1991: 7e halve marathon van Philadelphia - 1:05.39
- 1992: 7e halve marathon van Lissabon - 1:02.11
- 1992: 8e halve marathon van Philadelphia - 1:03.35
- 1993: 4e Piet van Alphen Memorial - 1:03.30
- 1993: 77e WK in Brussel - 1:04.52
- 1994: 20e halve marathon van Lissabon - 1:03.56
- 1994: 12e halve marathon van Philadelphia - 1:05.13
- 1994: 8e halve marathon van Orlando - 1:06.13
- 1996: 18e halve marathon van Philadelphia - 1:06.01
- 1997: 24e halve marathon van Coamo - 1:09.16
- 1997: 20e Great North Run - 1:04.09
- 1997:  halve marathon van Seattle - 1:06.34

### marathon
- 1984:  Chicago Marathon - 2:08.05
- 1985:  Londen Marathon - 2:08.16
- 1985:  Chicago Marathon - 2:07.13
- 1986: 20e EK in Stuttgart - 2:22.12
- 1987:  Boston Marathon - 2:12.37
- 1988: 9e Boston Marathon - 2:14.07
- 1988:  New York City Marathon - 2:08.20
- 1989: 8e New York City Marathon - 2:12.58
- 1990: 4e Gemenebestspelen in Auckland - 2:12.44
- 1990:  marathon van Sapporo - 2:16.10
- 1991:  marathon van Honolulu - 2:18.45
- 1992: 11e Boston Marathon - 2:13.55
- 1992:  marathon van Toronto - 2:10.06
- 1993: 15e Boston Marathon - 2:15.30
- 1993: 13e WK in Stuttgart - 2:20.04

### veldlopen
- 1978: 11e WK in Glasgow - 40.15
- 1979:  CAU (Inter Counties) - 37.48
- 1979: 7e WK in Limerick - 37.46
- 1980: 9e WK in Parijs - 37.23
- 1981:  CAU (Inter Counties) - 36.06
- 1981: 31e WK in Madrid - 35.59
- 1982: 23e WK in Rome - 34.45
- 1983: 19e WK in Gateshead - 37.35
- 1984:  WK in New York - 33.32
- 1985: 37e WK in Lissabon - 34.34
- 1987: 107e WK in Warschau - 38.45

- World Athletics: 14344060
- SNAC: w6gf45f2
- WorldCat: E39PBJmDjF9WtDfbBVd3gfRYfq